# Bernabé Zapata Miralles
Bernabé Zapata Miralles (Valencia, 12 januari 1997) is een Spaanse tennisspeler.

## Carrière
Zapata Miralles heeft nog geen ATP-toernooi gewonnen. Wel neemt hij sinds 2021 deel aan Grand Slams. Hij heeft twee challengers in het enkelspel op zijn naam staan.

## Palmares enkelspel
| Legenda                       | Legenda               |
| ----------------------------- | --------------------- |
| Grand Slam                    |                       |
| Olympische Spelen             |                       |
| tot 2009                      | vanaf 2009            |
| Tennis Masters Cup            | ATP Finals            |
| ATP Masters Series            | ATP Tour Masters 1000 |
| ATP International Series Gold | ATP Tour 500          |
| ATP International Series      | ATP Tour 250          |

| Gewonnen finales challengers |                  |           |        |                    |               |
| 1.                           | 6 september 2020 | Cordenons | Gravel | Carlos Alcaraz     | 6-2, 4-6, 6-2 |
| 2.                           | 16 mei 2021      | Heilbronn | Gravel | Daniel Elahi Galán | 6-3, 6-4      |

## Resultaten grote toernooien, enkelspel
| Legenda | Legenda                          |
| ------- | -------------------------------- |
| g.t.    | geen toernooi gehouden           |
| l.c.    | lagere categorie                 |
| –       | niet deelgenomen                 |
| G       | uitgeschakeld in de groepsfase   |
| 1R      | uitgeschakeld in de eerste ronde |
| 2R      | uitgeschakeld in de tweede ronde |
| 3R      | uitgeschakeld in de derde ronde  |
| 4R      | uitgeschakeld in de vierde ronde |
| KF      | uitgeschakeld in de kwartfinale  |
| HF      | uitgeschakeld in de halve finale |
| F       | de finale verloren               |
| W       | het toernooi gewonnen            |
| w-v     | winst/verlies-balans             |

| grandslamtoernooien  |    |
| Australian Open      | –  |
| Roland Garros        | 1R |
| Wimbledon            | 1R |
| US Open              |    |
| ATP Masters 1000     |    |
| Nog geen deelname    |    |
| olympisch            |    |
| Olympische Spelen    |    |
| statistieken         |    |
| totaal aantal titels | 0  |
| eindejaarsranking    |    |